# Litoria viranula
Litoria viranula es una especie de anfibio anuro de la familia Pelodryadidae.

## Distribución geográfica
Esta especie es endémica de Nueva Guinea. Habita desde el nivel del mar hasta los 50 m desde Balimo en Papua Nueva Guinea hasta Merauke en Indonesia.

## Descripción
Los machos miden hasta 23.5 mm y las hembras hasta 26.4 mm.
Tiene pupilas horizontales y discos de escalada en cada dedo del pie. Casi no tiene correas en sus patas delanteras y correas completas en sus patas traseras.  Esta rana es verde con una franja bronce en su espalda.

## Publicación original
- Menzies, Richards & Tyler, 2008 : Systematics of the Australo-Papuan tree frogs known as Litoria bicolor (Anura : Hylidae) in the Papuan region. Australian Journal of Zoology, vol. 56, n.º 4, p. 257–280.[4]